# Thymallus svetovidovi
Thymallus svetovidovi es una especie de pez de la familia Salmonidae en el orden de los Salmoniformes.

## Morfología
• Los machos pueden llegar alcanzar los 39,6 cm de longitud total.
- Número de  vértebras: 50-52.[1]

## Hábitat
Es un pez de agua dulce, de clima templado y pelágico.

## Distribución geográfica
Se encuentra en las cabeceras del río Yenisei (Mongolia ).

## Observaciones
Es inofensivo para los humanos.